# Beezen jezik
Beezen jezik (ISO 639-3: bnz), Yukuben-Kutebski jezik, nigersko-kongoanska porodica, iz Kameruna kojim govori 450 ljudi (2001 SIL) i provinciji Northwest, poglavito u selu Kpep (Beezen). Jukunoidsku podskupinu yukuben-kuteb čini s još 4 druga jezika, akum [aku] (Kamerun), kapya [klo] (Nigerija), kutep [kub] (Nigerija) i yukuben [ybl] (Nigeria).
U upotrebi su i jukun [jbu], kamerunski pidžin [wes] ili engleski

## Vanjske poveznice
- Ethnologue (14th)
- Ethnologue (15th)